# Wittesheim
Wittesheim is een plaats in de Duitse gemeente Monheim, deelstaat Beieren, en telt 212 inwoners (2006).